# 摩頓島
摩頓島（Moreton Island）是澳大利亞昆士蘭州東南部摩頓灣內的一座島嶼，位於昆士蘭州首府布里斯班東北58（36英里），98%的島嶼面積被劃入摩頓島國家公園內，是個非常受歡迎的旅遊度假地。自布里斯班出發乘船只需75分就可抵達摩頓島。摩頓島也是世界面積第三大的的沙洲。摩頓島和弗雷澤島構成了世界最大的沙結構。

## 外部連結
- 维基导游上有關摩頓島的旅行指南
- Moreton Island National Park Information
- Image of Northern tip of Moreton Island
- Moreton Oil Spill Recovery Website